# Espectroscopia de saturação
Espectroscopia de saturação é um técnica de  espectroscopia de laser que possibilita a observação das transições hiperfinas de um átomo com grande precisão. Ela foi desenvolvida por Javan, Arthur Schawlow e Willis Eugene Lamb.
Quando uma luz monocromática irradia sobre um átomo, o espectro do mesmo é alargado pelo efeito Doppler. As transições hiperfinas são então mascaradas à temperatura ambiente. Esse efeito é chamado alargamento Doppler e a espectroscopia de saturação é uma forma de contorná-lo sem a necessidade de resfriar a amostra.